# Чаус, Пётр Григорьевич
Пётр Григорьевич Чаус (бел. Пётр Рыгоравіч Чавус; род. 7 января 1939, дер. Старина, Гомельская область, БССР, СССР) — советский и белорусский военачальник. Первый министр обороны Республики Беларусь (1991).

## Биография
- Родился 7 января 1939 года в деревне Старина Гомельской области Белорусской ССР. Сын погибшего белорусского партизана.
- Отучившись после войны семь классов сельской школы в 1953 году поступил в Минское суворовское военное училище. Является Выпускником первого выпуска МнСВУ 1956 года.
- Окончил Ташкентское высшее общевойсковое командное училище, Военно-политическую академию им. В.И. Ленина (заочно), Военную академию Генерального штаба Вооружённых Сил СССР.
- Воевал в Афганистане.
- Проходил службу на различных командных должностях:

командир танкового взвода (1960—1965)
командир танковой роты (1965—1966)
заместитель по политической части командира танкового батальона (1966—1970)
командир танкового батальона (1970—1972)
заместитель командира мотострелкового полка (1972—1974)
командир танкового полка (1974—1975)
начальник штаба — заместитель командира танковой дивизии (1975—1980)
заместитель начальника Оперативного управления (начальник командного пункта) штаба Среднеазиатского военного округа (1980—1983)
начальник штаба — заместитель командира армейского корпуса (1983—1985)
первый заместитель начальника штаба Среднеазиатского военного округа (1985—1987)
в распоряжении 10-го Главного управления Генерального штаба Вооружённых Сил СССР (1987—1988)
начальник штаба — первый заместитель командующего войсками Краснознаменного Прибалтийского военного округа (1988—1991)
начальник Института военной истории Министерства обороны СССР (1991)
с октября по декабрь 1991 года — начальник штаба, первый заместитель начальника Гражданской обороны СССР
- Министр по делам обороны Республики Беларусь (декабрь 1991), исполняющий обязанности Министра обороны Республики Беларусь с января по апрель 1992 года[1].
- с мая 1992 года — заместитель министра обороны Республики Беларусь[2] — начальник Минского гарнизона.
- с 1994 по 1995 год, до ухода в запас, работал советником в правительстве Республики Беларусь[3][4].

## Общественная деятельность
Возглавляет международное кадетское движение, является председателем Международной ассоциации суворовских, нахимовских и кадетских объединений «Кадетское братство», почётным председателем Белорусского суворовско-нахимовского союза, переименованного впоследствии в Белорусский союз суворовцев и кадет.

## Награды
- два ордена Красной Звезды
- орден «За службу Родине в Вооружённых Силах СССР» III степени
- два ордена Красного Знамени (Афганистан)
- медали
- орден святителя Кирилла Туровского I степени (2024, Белорусская православная церковь)[5]